# Rio Sapucaí (Paraná)
O rio Sapucaí, também conhecido como rio Rebouças, é um curso de água que banha o estado do Paraná.

## Etimologia
"Sapucaí" é um termo oriundo da língua tupi antiga: significa "rio das sapucaias", através da junção de sapukaîa (sapucaia) e 'y (rio).